# 黄泥岗镇
黄泥岗镇，是中华人民共和国安徽省滁州市南谯区下辖的一个乡镇级行政单位。

## 行政区划
黄泥岗镇下辖以下地区：
黄泥社区、张浦郢村、祝郢村、万郢村、唐庄村和广山村。